# Skin and Bones
«Skin and Bones» — п'ятий студійний альбом німецького фольк-метал-гурту Lyriel. Реліз відбувся 26 вересня 2014 через лейбл AFM Records.

## Список композицій
Автор музики Лінда Лаукамп, Тім Зонненштуль, Оллівер Тіерюнг. 
| #   | Назва                                         | Тривалість |
| --- | --------------------------------------------- | ---------- |
| 1.  | «Numbers»                                     | 4:45       |
| 2.  | «Falling Skies»                               | 4:45       |
| 3.  | «Skin and Bones»                              | 4:02       |
| 4.  | «Black and White» (із Крістіаном Ельвестаном) | 4:45       |
| 5.  | «Days Had Just Begun»                         | 4:17       |
| 6.  | «Your Eyes»                                   | 3:57       |
| 7.  | «Dust to Dust»                                | 3:34       |
| 8.  | «Der Weg»                                     | 3:34       |
| 9.  | «Astray»                                      | 3:11       |
| 10. | «Worth the Fight»                             | 3:35       |
| 11. | «Running in Our Blood»                        | 4:40       |
| 12. | «Dream Within a Dream»                        | 5:21       |
| 13. | «Black and White (версія Second Skin)»        | 4:44       |

## Учасники запису
- Джессіка Тіерюнг — вокал
- Тім Зонненштуль — гітари
- Джун Лаукамп — скрипка
- Оллівер Тіерюнг — бас-гітара, задній вокал
- Маркус Фідорра — ударні
- Лінда Лаукамп — віолончель, задній вокал